# Bloomov dan
Bloomov dan (Bloomsday) obilježava se 16. lipnja. To je dan kada se održavaju prigodni programi koji su posvećeni piscu Jamesu Joyceu. Oživljavaju se događaji iz njegova romana Uliks. Naziv je izvedenica od imena Leopolda Blooma, lika romana Uliks.

## Zašto se obilježava 16. lipnja?
Dana 16. lipnja 1904. James Joyce upoznao je Noru Barnacle svoju buduću ženi i s njome šeće ulicama Dublina. U njegovu romanu Leopold Bloom istog dana živi svoju odiseju istim ulicama. Pratimo jedan dan u životu L. Blooma.

## Kako se obilježava Bloomov dan
Svake se godine na taj dan u gradovima diljem svijeta na razne načine slavi Bloomov dan: javno se čitaju ulomci iz Uliksa,  oživljavaju se radnje iz Bloomova života, jedu se jela koja je Bloom jeo, izvode se razne predstave vezane uz Uliks, recitali, izložbe… Npr. u Dublinu se hoda ulicama kojima je Bloom hodao, sjedi se u kafiću gdje je sjedio, zalazi u institucije u kojima je bio.

## Od kada počinje obilježavanje Bloomova dana
Prvi Bloomov dan održan je 1954. u Irskoj. John Ryan (umjetnik, kritičar, publicist)  i Brian O'Nolan (pisac) željeli su obilježiti pedeset godina radnje romana, koja je smještena u 1904. godinu. Organizirali su posjete i šetnje lokacijama koje se spominju u djelu. Pridružili su im se Patrick Kavanagh, Antony Cronin, Tom Joyce i AJ Leventhal.  Ryan je iznajmio kočije u kakvoj se Bloom s prijateljima vozio na sprovod siromašnog Paddyja Dingama. Svatko je imao ulogu iz romana. Planirali su se voziti oko grada posjećujući mjesta iz romana te svoje putovanje završiti u Nighttownu. Obilazak je prekinut na pola puta jer su „zaglavili“ u Ryanovu pubu u centru grada. U taj je pub ('Bailey pub') Ryan 1967. postavio ulazna vrata Bloomova stana:  Eccles street no. 7

## Obilježavanje Bloomova dana u Dublinu
Proslava uključuje razne aktivnosti: od čitanja i dramatizacije Uliksa do obilaženja pubova. Mnoga se zbivanja događaju u Centru Jamesa Joyca. Neki se oblače u odjeću iz toga vremena, jedu se jela koja se spominju u romanu (npr. ovčije bubrege, razne iznutrice, kolač Banbury Cakes). Gorljivi su obožavatelji organizirali maraton u čitanju Uliksa koji je trajao 36 sati. Na stotu obljetnicu događaja koji su opisani u knjizi, 10 000 ljudi je u Dublinu besplatno jelo irski doručak: kobasicu, tost, slaninu, grah, crni i bijeli puding. Na Bloomov dan 1982. (100. Joyceov rođendan), na radiju je emitirana neprekidna 30-osatna dramatizacija Uliksa.

## Gdje se obilježava Bloomov dan
Na pet kontinenata:  Afrika, Azija, Australija (Melburn, Adelaide, Tasmanija) Novi Zeland, Europa (Armenija, Hrvatska Francuska, Irska, Italija, Velika Britanija, Nizozemska, Norveška…) Sjeverna Amerika (Montreal, Ontario, Sjedinjene Američke Države) Južna Amerika (Argentina, Brazil)

## Bloomov dan u Hrvatskoj
Prvi Bloomov dan u Hrvatskoj obilježen je 2006. na zagrebačkom Tuškancu  Ponovno je obilježen nakon četverogodišnje pauze filmskom projekcijom 18 kratkometražnih eksperimentalnih filmova EndArt Ivana Ladislava Galete, predavanjima na Filozofskom fakultetu Sveučilišta u Zagrebu; čitanjem epizode Lutajuće stijene (Wandering Rock) u Oktogonu i čitanjem epizode Kiklopa u pubu koja se i događa u pubu.
Godine 2012. prvi je put proslavljen i u Puli – gradu u kojem je Joyce živio sa suprugom pet mjeseci i predavao engleski austrougarskim časnicima. Proslavu je započeo Igor Jurilj i od 2013. godine pretvorio u književni festival nazvan Bloomsday Croatia. Pulske proslave održavaju se na različitim gradskim lokacijama i međunarodnog su karaktera. Festival redovito rekreira epizode iz romana Uliks uz niz popratnih populističko-akademskih aktivnosti vezanih za Joyceov život i nasljeđe u Puli.
Hrvatske pošte izdale su poštansku marku broj 827: Bloomov dan – Bloomsday koja je u uporabi od 16. 6. 2004. u poštanskom uredu 52100 Pula